# Paul Stanley
Paul Stanley (* jako Stanley Bert Eisen 20. ledna 1952, Queens, New York) je americký kytarista, zpěvák narozený do židovské rodiny. Nejznámější je jako zakládající člen rockové skupiny KISS. Podílel se na většině největších hitů skupiny jako např. "Rock and Roll All Nite," "Hard Luck Woman," "I Was Made for Lovin' You," "Crazy Crazy Nights," a "Forever."

## Život a kariéra
Stanley Bert Eisen se narodil 20. ledna 1952 na Manhattanu v New York City.
Jeho matka pocházela z česko-německé židovské rodiny, která uprchla z nacistického Německa do nizozemského Amsterdamu a poté do New Yorku. Rodiče jeho otce byli polští Židé. Paulovým dědečkem z matčiny strany byl Erich Jontof-Hutter (syn Juliuse Jontofa-Huttera a Elisabeth Flatau).
Julius se narodil v Praze v Československu, narodil se Emanuelovi a Anně Jontofových-Hutterových.
Předtím než se na začátku roku 1970 potkali s Gene Simmonsem ve skupině Wicked Lester, hrál Paul Stanley v místní kapele s názvem Rainbow (nešlo o Rainbow Ritchie Blackmora) a ve skupině Uncle Joe. Album, které skupina Wicked Lester nahrála nebylo nikdy vydáno, ale některé skladby, které tehdy Paul a Gene zkomponovali, se objevily v boxsetu od Kiss z roku 2001. Potom jak se k nim připojili Peter Criss a Ace Frehley se skupina přejmenovala na Kiss a v únoru 1974 vydala své debutové album.
Paul Stanley na koncertech vystupoval s maskou hvězdného dítěte (The Starchild) oblečený v přiléhavém oděvu a vysokých botách. Jeho postava měla zvýrazňovat zjemněný, mimozemský až oboupohlavný protiklad k agresivně působícímu démonovi, kterého představoval Gene Simmons, či mystické masce Space Ace Frehleye.
V roce 1999 se Paul Stanley objevil v kanadském Torontu v muzikálu The Phantom of the Opera, kde představovalfantoma. Paul má vrozenou deformaci vnějšího ucha (Microtia- malé ucho). Během působení v Torontu ho kontaktovala organizace AboutFace, která podporuje a pomáhá lidem s vrozenými deformacemi a požádala ho o spolupráci. Paul Stanley se potom objevil na podpůrných akcích a na videích, které byly organizovány na shromažďování finančních prostředků pro tuto nadaci.
Paul nazpíval a složil nejvíc písní v Kiss. Paul nazpíval 92 písní, zatímco Gene nazpíval 78 písní. Dokonce Gene Simmons říká, že Stanley byl hlavní frontman skupiny během 80. letech, kdy také produkoval desky skupiny.

### Osobní život
Roku 2001 Stanleyova manželka Pamela Bowen požádala o rozvod. Mají spolu syna Evan Shane Stanleye (*6. června 1994). 19. listopadu 2005 se oženil s Erin Sutton, 6. září 2006 se jim narodil syn Colin Michael Stanley.
Paul je vegetarián a velký milovník pizzy, kterou dělá rád i doma.

### Vybavení
Paul od roku 1977 až 1980 hrál na podpisový model kytary značky Ibanez, ale v roce 1981 přešel ke značce kytar BC Rich u kterých byl až do roku 1990 . V roce 1991 začal zase používat podpisové modely značky Ibanez, ale spolupráce vydržela jen do roku 1997. Potom od roku 1998 na turné Psycho Circus začal používat podpisové modely kytar značky Washburn Guitars se značkou spolupracoval až do roku 2016. Od roku 2017 používá dodnes zase vlastní podpisové modely kytar Ibanez.
Od začátku používal aparaturu Marshall v roce 1998 začal používat aparaturu značky Randall. Mezi roky 2008 a 2009 začal používat zesilovače německé značky Engl a reproboxy značky Marshall.